# EHF-Europapokal der Pokalsieger der Frauen 2009/10
Am EHF-Europapokal der Pokalsieger 2009/10 nahmen 28 Handball-Vereinsmannschaften teil, die sich in der vorangegangenen Saison in ihren Heimatländern im Pokalwettbewerb für den Wettbewerb qualifiziert hatten oder aus der Champions League 09/10 ausgeschieden waren. Es war die 35. Austragung des Pokalsiegerwettbewerbs. Die Pokalspiele begannen am 31. Oktober 2009, das Rückrundenfinale fand am 16. Mai 2010 statt. Titelverteidiger des EHF-Pokals war der dänische Verein FCK Håndbold. Der Titelgewinner in der Saison war der montenegrinische Verein ŽRK Budućnost Podgorica.

## Runde 3
Es nahmen 24 Teams teil, die sich vorher für den Wettbewerb qualifiziert hatten.

Die Auslosung der 3. Runde fand am 21. Juli 2009 um 11:00 Uhr (GMT+1) in Wien statt.

Die Hinspiele fanden am 31. Oktober und 1./6./7. November 2009 statt. Die Rückspiele fanden am 1./7./8. November 2009 statt.
|                            | Gesamt  |                         | Hinspiel          | Rückspiel         |
| -------------------------- | ------- | ----------------------- | ----------------- | ----------------- |
| ITC Ceramiche Salerno      | 46 : 67 | KIF Vejen               | 18 : 33 (10 : 19) | 28 : 34 (12 : 15) |
| CDES Gil Eanes             | 49 : 74 | VfL Oldenburg           | 25 : 38 (13 : 17) | 24 : 36 (12 : 21) |
| Spono Nottwil              | 42 : 62 | HC Lada                 | 19 : 30 (10 : 17) | 23 : 32 (11 : 16) |
| Storhamar Handball         | 85 : 33 | Panellinios Lefkosias   | 45 : 15 (20 : 07) | 40 : 18 (19 : 09) |
| ABU Baju                   | 50 : 74 | Mios Biganos Handball   | 26 : 35 (16 : 17) | 24 : 39 (13 : 17) |
| DVSC-Aquaticum             | 67 : 52 | DHK ZORA Olomouc        | 39 : 27 (20 : 14) | 28 : 25 (17 : 12) |
| Üsküdar B.S.K.             | 62 : 58 | Akaba Bera Bera         | 32 : 26 (17 : 11) | 30 : 32 (14 : 13) |
| O.F.N. Ionias              | 38 : 50 | Kiddy World SEW         | 24 : 24 (13 : 11) | 14 : 26 (09 : 11) |
| FC Midtjylland Handball    | 59 : 29 | KHF Prishtina           | 33 : 15 (17 : 08) | 26 : 14 (10 : 06) |
| IUVENTA Michalovce         | 51 : 59 | MKS "Zaglebie" Lubin    | 27 : 27 (16 : 15) | 24 : 32 (12 : 17) |
| H.C. "Dunarea" Braila      | 75 : 31 | ŽRK Vardar Osiguruvanje | 37 : 16 (22 : 08) | 38 : 15 (20 : 05) |
| SSV "VEG" Dornbirn Schoren | 49 : 69 | ŽRK Naisa Niš           | 23 : 36 (07 : 18) | 26 : 33 (10 : 17) |

## 4. Runde
Es nahmen die 12 Sieger der 3. Runde und die vier 3. der Champions League 09/10 Gruppenphase teil.

Die Auslosung der 4. Runde fand am 10. November 2009 um 11:00 Uhr (GMT+1) in Wien statt.

Die Hinspiele fanden am 6./7. Februar 2010 statt. Die Rückspiele fanden am 13./14. Februar 2010 statt.
|                         | Gesamt     |                       | Hinspiel          | Rückspiel         |
| ----------------------- | ---------- | --------------------- | ----------------- | ----------------- |
| KIF Vejen               | 47 : 36    | HC Lada               | 26 : 15 (15 : 10) | 21 : 21 (14 : 12) |
| ŽRK Budućnost Podgorica | 48 : 47    | DVSC-Aquaticum        | 28 : 20 (14 : 09) | 20 : 27 (10 : 14) |
| H.C. "Dunarea" Braila   | 50 : 62    | VfL Oldenburg         | 29 : 32 (13 : 17) | 21 : 30 (12 : 13) |
| FC Midtjylland Handball | 48 : 56    | Swesda Swenigorod     | 27 : 24 (15 : 12) | 21 : 32 (11 : 15) |
| Metz Handball           | 72 : 46    | Kiddy World SEW       | 41 : 18 (23 : 11) | 31 : 28 (19 : 16) |
| Storhamar Handball      | 77 : 66    | Mios Biganos Handball | 35 : 31 (17 : 14) | 42 : 35 (20 : 14) |
| MKS "Zaglebie" Lubin    | 48 : 61    | Byasen HE             | 26 : 30 (14 : 17) | 22 : 31 (11 : 16) |
| Üsküdar B.S.K.          | 143 : 43 1 | ŽRK Naisa Niš         | 24 : 27 (13 : 15) | 19 : 16 (13 : 08) |

## Viertelfinale
Es nahmen die 8 Sieger aus der 4. Runde teil.

Die Auslosung des Viertelfinale fand am 16. Februar 2010 um 11:00 Uhr (GMT+1) in Wien statt.

Die Hinspiele fanden am 13./14. März 2010 statt. Die Rückspiele fanden am 20./21. März 2010 statt.
| Mannschaft 1       | Mannschaft 2            | Hinspiel             | Rückspiel            | Gesamt    |
| ------------------ | ----------------------- | -------------------- | -------------------- | --------- |
| ŽRK Naisa Niš      | VfL Oldenburg           | 13.03. Sa. 18:30 Uhr | 21.03. So. 16:00 Uhr | 54 : 69   |
| ŽRK Naisa Niš      | VfL Oldenburg           | 23 : 31 (11 : 15)    | 31 : 38 (18 : 22)    | 54 : 69   |
| Storhamar Handball | ŽRK Budućnost Podgorica | 14.03. So. 17:00 Uhr | 20.03. Sa. 18:00 Uhr | 48 : 57   |
| Storhamar Handball | ŽRK Budućnost Podgorica | 28 : 22 (12 : 13)    | 20 : 35 (09 : 20)    | 48 : 57   |
| KIF Vejen          | Swesda Swenigorod       | 13.03. Sa. 14:15 Uhr | 20.03. Sa. 17:00 Uhr | 52 : 49   |
| KIF Vejen          | Swesda Swenigorod       | 24 : 23 (12 : 09)    | 28 : 26 (16 : 13)    | 52 : 49   |
| Byasen HE          | Metz Handball           | 14.03. So. 18:00 Uhr | 20.03. Sa. 20:00 Uhr | 51 : 51 2 |
| Byasen HE          | Metz Handball           | 31 : 27 (14 : 16)    | 20 : 24 (09 : 13)    | 51 : 51 2 |

## Halbfinale
Es nahmen die 4 Sieger aus dem Viertelfinale teil.

Die Auslosung des Halbfinale fand am 23. März 2010 um 11:00 Uhr (GMT+2) in Wien statt.

Die Hinspiele fanden am 11. April 2010 statt. Die Rückspiele fanden am 17. April 2010 statt.
| Mannschaft 1            | Mannschaft 2  | Hinspiel             | Rückspiel            | Gesamt  |
| ----------------------- | ------------- | -------------------- | -------------------- | ------- |
| VfL Oldenburg           | KIF Vejen     | 11.04. So. 16:00 Uhr | 17.04. Sa. 16:15 Uhr | 42 : 47 |
| VfL Oldenburg           | KIF Vejen     | 17 : 25 (07 : 13)    | 25 : 22 (12 : 12)    | 42 : 47 |
| ŽRK Budućnost Podgorica | Metz Handball | 11.04. So. 20:00 Uhr | 17.04. Sa. 20:00 Uhr | 56 : 48 |
| ŽRK Budućnost Podgorica | Metz Handball | 28 : 21 (15 : 11)    | 28 : 27 (10 : 13)    | 56 : 48 |

## Finale
Es nahmen die 2 Sieger aus dem Halbfinale teil.

Die Auslosung des Finales fand am 20. April 2010 um 11:00 Uhr (GMT+2) in Wien statt.

Das Hinspiel fand am 5. Mai 2010 statt. Das Rückspiel fand am 16. Mai 2010 statt.
| Mannschaft 1 | Mannschaft 2            | Hinspiel             | Rückspiel            | Gesamt  |
| ------------ | ----------------------- | -------------------- | -------------------- | ------- |
| KIF Vejen    | ŽRK Budućnost Podgorica | 05.05. Mi. 21:55 Uhr | 16.05. So. 20:00 Uhr | 36 : 41 |
| KIF Vejen    | ŽRK Budućnost Podgorica | 20 : 23 (08 : 12)    | 16 : 18 (08 : 09)    | 36 : 41 |

### KIF Vejen - ŽRK Budućnost Podgorica20: 23 (8: 12)
5. Mai 2010 in Kolding, Vejen Idrætscenter, 2.000 Zuschauer.
KIF Vejen: Andersen, Schmidt - Arslanagić (4), Binger  (4), Bjørndalen (4), Huh (2), Melbeck (2), Nielsen  (2), Boesen  (1), Højfeldt (1), Føns, Jørgensen, Linnell, Visser  
ŽRK Budućnost Podgorica: Barjaktarović, Knezović - Bulatović  (8), Radičević (5), Jovanović  (4), Knežević  (3), Pecevska  (3), Đokić , Horvat , Kindl   , Lazović, Mehmedović, Miljanić, Szamoransky
Schiedsrichter:  Jan Erik Leandersson & Mikael Lindroos
Quelle: Spielbericht

### ŽRK Budućnost Podgorica - KIF Vejen18: 16 (9: 8)
16. Mai 2010 in Podgorica, S.C. Moraca, 4.000 Zuschauer.
ŽRK Budućnost Podgorica: Barjaktarović, Knezović - Jovanović (6), Bulatović  (3), Đokić (3), Pecevska  (3), Radičević  (2), Knežević  (3), Horvat, Kindl , Lazović, Mehmedović, Miljanić, Radović
KIF Vejen: Andersen, Schmidt - Arslanagić (7), Bjørndalen (3), Nielsen   (3), Huh  (2), Melbeck (1), Binger, Boesen , Føns, Højfeldt, Jørgensen, Linnell, Visser   
Schiedsrichter:  Vaidas Mazeika & Mindaugas Gatelis
Quelle: Spielbericht